# KFormula
KFormula je editor rovnic z kancelářského balíku KOffice. Lze jej spustit jako samostatnou aplikaci či například z KWordu.